# 松湫駅
松湫駅（ソンチュえき）は大韓民国京畿道楊州市にある、韓国鉄道公社（KORAIL）郊外線の駅である。

## 歴史
- 1961年7月10日：開業[1]
- 2004年4月1日：旅客取扱中止。
- 2025年1月11日：旅客営業再開[2]。

## 隣の駅
韓国鉄道公社
郊外線
温陵駅 - 松湫駅 - 議政府駅